# Alex Rider: Misja Stormbreaker
Alex Rider: Misja Stormbreaker (ang. Alex Rider: Operation Stormbreaker, 2006) – amerykańsko-brytyjsko-niemiecki film przygodowy. Adaptacja powieści Anthony’ego Horowitza: Misja „Błyskawica”.

## Obsada
| Postać             | Aktor              |
| ------------------ | ------------------ |
| Alex Rider         | Alex Pettyfer      |
| Jack Starbright    | Alicia Silverstone |
| Darrius Sayle      | Mickey Rourke      |
| Tulip Jones        | Sophie Okonedo     |
| Alan Blunt         | Bill Nighy         |
| Yassen Gregorovich | Damian Lewis       |
| Smithers           | Stephen Fry        |
| Sabina Pleasure    | Sarah Bolger       |
| Pan Grin           | Andy Serkis        |
| Nadia Vole         | Missi Pyle         |
| Wolf               | Ashley Walters     |
| Charlie            | Samuel Rees        |
| Ian Rider          | Ewan McGregor      |
| Premier            | Robbie Coltrane    |

## Wersja polska
Reżyseria: Marek Robaczewski
Dialogi: Jan Jakub Wecsile
W wersji polskiej udział wzięli:
- Przemysław Cypryański – Alex Rider
- Marcin Przybylski – Ian Rider
- Anna Gajewska – Jack Starbright
- Mirosław Zbrojewicz – Darrius Sayle
- Agnieszka Dygant – Nadia Vole
- Sławomir Orzechowski – Pan Grin
- Andrzej Blumenfeld – Alan Blunt
- Agata Gawrońska – Pani Jones
- Julia Kołakowska – Sabina Pleasure
- Marek Obertyn – Premier
- Paweł Szczesny – Smithers
- Jarosław Boberek – Kruk

i inni